# Marianne Thyssen
Marianne Leonie Petrus Thyssen (Sint-Gillis-Waas, 24 de julio de 1956) es una política belga flamenca, actual comisaria europea de Empleo, Asuntos Sociales, Capacidad y Movilidad Laboral.

## Biografía
Licenciada en Derecho en 1979 por la Universidad Católica de Lovaina la Vieja, trabajó como profesora auxiliar en la facultad de Derecho, para luego ser jurista en el gabinete del secretario de Estado de Salud Pública, entre otros cargos. 
Animada por Yves Leterme, se convirtió el 15 de mayo de 2008 en presidenta del partido Cristiano Demócrata y Flamenco, puesto del que dimite el 23 de junio de 2010, cansada física y moralmente y asumiendo las responsabilidades del fracaso de su partido en las anteriores elecciones. En septiembre de 2014, es designada candidata a comisaria europea por Bélgica. En noviembre, asume las competencias de Empleo, Asuntos Sociales, Capacidad y Movilidad Laboral.